# Stafford Smythe Memorial Trophy

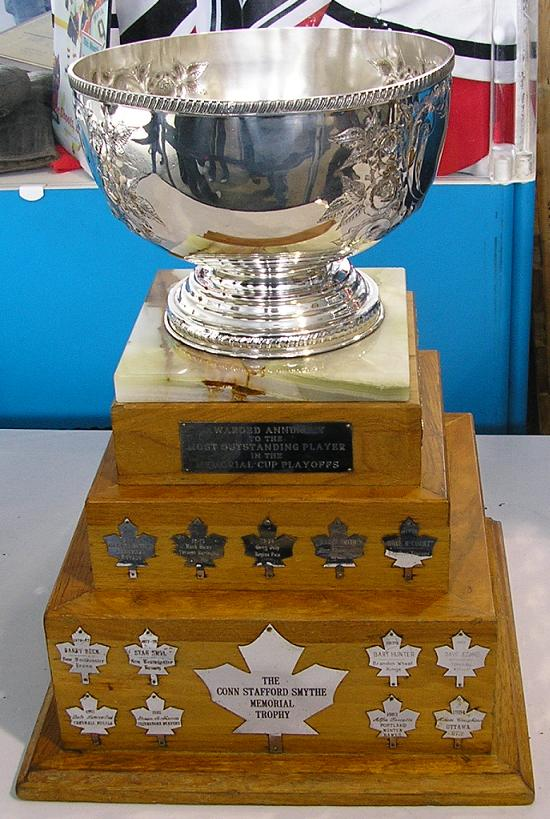
Stafford Smythe Memorial Trophy

Die Stafford Smythe Memorial Trophy ist eine Auszeichnung der Canadian Hockey League, die dem wertvollsten Spieler (MVP) des Wettbewerbes um den Memorial Cup verliehen wird. Die Trophäe ist nach Stafford Smythe, einem ehemaligen Eishockeytrainer und -manager, benannt.

## Gewinner
| Jahr | Spieler                        | Team                           |
| ---- | ------------------------------ | ------------------------------ |
| 2025 | Easton Cowan                   | London Knights                 |
| 2024 | Owen Beck                      | Saginaw Spirit                 |
| 2023 | James Malatesta                | Québec Remparts                |
| 2022 | William Dufour                 | Saint John Sea Dogs            |
| 2021 | Memorial Cup nicht ausgetragen | Memorial Cup nicht ausgetragen |
| 2020 | Memorial Cup nicht ausgetragen | Memorial Cup nicht ausgetragen |
| 2019 | Joël Teasdale                  | Rouyn-Noranda Huskies          |
| 2018 | Sam Steel                      | Regina Pats                    |
| 2017 | Dylan Strome                   | Erie Otters                    |
| 2016 | Mitchell Marner                | London Knights                 |
| 2015 | Leon Draisaitl                 | Kelowna Rockets                |
| 2014 | Edgars Kulda                   | Edmonton Oil Kings             |
| 2013 | Nathan MacKinnon               | Halifax Mooseheads             |
| 2012 | Michael Chaput                 | Shawinigan Cataractes          |
| 2011 | Jonathan Huberdeau             | Saint John Sea Dogs            |
| 2010 | Taylor Hall                    | Windsor Spitfires              |
| 2009 | Taylor Hall                    | Windsor Spitfires              |
| 2008 | Dustin Tokarski                | Spokane Chiefs                 |
| 2007 | Milan Lucic                    | Vancouver Giants               |
| 2006 | Alexander Radulow              | Québec Remparts                |
| 2005 | Corey Perry                    | London Knights                 |
| 2004 | Kelly Guard                    | Kelowna Rockets                |
| 2003 | Derek Roy                      | Kitchener Rangers              |
| 2002 | Danny Groulx                   | Victoriaville Tigres           |
| 2001 | Kyle Wanvig                    | Red Deer Rebels                |
| 2000 | Brad Richards                  | Rimouski Océanic               |
| 1999 | Nick Boynton                   | Ottawa 67’s                    |
| 1998 | Chris Madden                   | Guelph Storm                   |
| 1997 | Christian Dubé                 | Hull Olympiques                |
| 1996 | Cameron Mann                   | Peterborough Petes             |
| 1995 | Shane Doan                     | Kamloops Blazers               |
| 1994 | Darcy Tucker                   | Kamloops Blazers               |
| 1993 | Ralph Intranuovo               | Sault Ste. Marie Greyhounds    |
| 1992 | Scott Niedermayer              | Kamloops Blazers               |
| 1991 | Pat Falloon                    | Spokane Chiefs                 |
| 1990 | Iain Fraser                    | Oshawa Generals                |
| 1989 | Dan Lambert                    | Swift Current Broncos          |
| 1988 | Rob DiMaio                     | Medicine Hat Tigers            |
| 1987 | Wayne McBean                   | Medicine Hat Tigers            |
| 1986 | Steve Chiasson                 | Guelph Platers                 |
| 1985 | Dan Hodgson                    | Prince Albert Raiders          |
| 1984 | Adam Creighton                 | Ottawa 67’s                    |
| 1983 | Alfie Turcotte                 | Portland Winter Hawks          |
| 1982 | Sean McKenna                   | Sherbrooke Castors             |
| 1981 | Dale Hawerchuk                 | Cornwall Royals                |
| 1980 | Dave Ezard                     | Cornwall Royals                |
| 1979 | Bart Hunter                    | Brandon Wheat Kings            |
| 1978 | Stan Smyl                      | New Westminster Bruins         |
| 1977 | Barry Beck                     | New Westminster Bruins         |
| 1976 | Dale McCourt                   | Hamilton Fincups               |
| 1975 | Barry Smith                    | New Westminster Bruins         |
| 1974 | Greg Joly                      | Regina Pats                    |
| 1973 | Mark Howe                      | Toronto Marlboros              |
| 1972 | Richard Brodeur                | Cornwall Royals                |